# 呉定彩
呉 定彩（ご ていさい、Wú Dìngcǎi、? - 1861年）は、太平天国の指導者の一人。
1858年の江北大営攻略、1860年の杭州攻略・第二次江南大営攻略などで戦果をあげ、平西主将に任じられた。その後、前軍主将呉如孝とともに捻軍の張楽行の救援に鳳陽に赴き、帰還後は六合の守備についた。1861年、湘軍に包囲されていた安慶の形勢が悪化すると、英王陳玉成の要請で援軍に赴いた。呉定彩は部下千人を引き連れて安慶城内に入り、守将の葉芸来の補佐にあたった。しかし9月に安慶は陥落し、呉定彩は兵とともに戦死した。